# Нарушения на выборах
Нарушения на выборах — нарушения установленного порядка и правил проведения выборов.
Нарушения избирательного права в той или иной форме происходят повсеместно. Соответственно наличию нарушений, в каждом отдельно взятом государстве создаётся собственная система ответственности за нарушения на выборах. Однако во многом уголовное законодательство, регулирующее сферу избирательных прав, едино для всех стран.

## История
Нарушения в избирательном праве известны с древности, с момента появления первых государств с республиканской формой правления в античности.
Нарушения на выборах на Руси также известны с глубокой древности. Ещё Земский собор 17 февраля 1598 года, избравший царём Бориса Годунова, оценивался современниками не иначе как подтасовка. Одни считали, что его состав был предрешен заранее и выборы подтасованы. Другие полагали, что дело обстояло гораздо сложнее и считать Собор простой подтасовкой нельзя.

## Виды нарушений на выборах

### Административные меры
- Отказ в регистрации кандидатов[3];
- сокрытие информации о выборах. В результате можно получить нерепрезентативную выборку избирателей, в которой преобладает зависимая часть электората — государственные и муниципальные служащие и военные[4];
- открытие малых избирательных участков для контролируемого голосования. Ресурсы партий по контролю за избирательными участками конечны, поэтому неожиданное открытие сверхмалых участков затрудняет выделение наблюдателей, что открывает возможности для фальсификаций[5];
- захват избирательных участков — сторонники партий «захватывают» избирательный участок или отдельные кабины для голосования и голосуют вместо законных избирателей для обеспечения победы своего кандидата;
- начало агитации до официального старта предвыборной кампании, что ведет к неразумному использованию средств в обществе[6];
- превышение предельной суммы расходов на предвыборную агитацию;
- распространение дезинформации о конкурентах[7];
- фальсификация рейтингов политических сил для привлечения конформистской части избирателей (настроенных голосовать как большинство)[8];
- административное давление и диверсии против избирательной кампании конкурентов[9];
- подкуп или административное давление на избирателей[10][11];
- шантаж избирателей ущемлением в законных правах (напр., «фотографирование бюллетеня»)[12];
- принуждение к досрочному голосованию с целью подделки бюллетеней. Доступ наблюдателей на участки до начала официального голосования ограничен по техническим причинам, поэтому при досрочном голосовании подделать бюллетени не составляет труда[13].

### Технические методы
- Вброс бюллетеней;
- использование исчезающих чернил[14];
- заранее проставленные еле заметные значки (в квадратиках за «правильного» кандидата), считываемые электронной урной;
- различные виды «карусели»;
- незаконное удаление наблюдателей[15];
- подделка протоколов — члены избирательной комиссии, подверженные политической коррупции, имеют возможность предумышленно испортить протоколы.[16]. Местная избирательная комиссия передает информацию в Территориальную избирательную комиссию в виде бумажных протоколов, которые можно подделать по дороге[17][18];
- преднамеренные ошибки в подсчетах бюллетеней коррумпированными членами участковых избирательных комиссий; теоретически бюллетени можно пересчитать повторно, однако ТИК могут отказать в проведении этой процедуры[19][20];
- отмена результатов голосования на тех участках, где выиграла оппозиция.

## Ответственность за нарушения
Нарушения избирательного права в той или иной форме происходят повсеместно. Соответственно наличию нарушений, в каждом отдельно взятом государстве создаётся собственная система ответственности за нарушения на выборах. Однако во многом уголовное законодательство, регулирующее сферу избирательных прав, едино для всех стран. Так, например, как для российского уголовного законодательства, так и для уголовного законодательства европейских стран характерны санкции за следующие преступления:
- Нарушение тайны голосования (Уголовный кодекс Польши) или нарушение тайны выборов (Уголовный кодекс ФРГ);
- Умышленные действия, направленные на признание недействительными результатов голосования при проведении официальных выборов (Уголовный кодекс Голландии);
- Обман (введение в заблуждение) при осуществлении избирательного права, в результате чего лицо при подаче своего голоса ошиблось в выражении своей воли и тем самым не осуществило своего избирательного права (УК ФРГ);
- Хищение, подделка или порча избирательных бюллетеней;
- «Карусель»;
- Махинации со списками избирателей;
- Подделка протоколов избирательной комиссии.

Относятся к нарушениям, но не караются уголовным законом:
- Удаление наблюдателей;
- отказ в выдаче копии протоколов наблюдателям;
- Использование административного ресурса, проявляющееся в форме мобилизации организационных и финансовых ресурсов, оказания давления на предпринимателей с целью финансирования некоторых «избранных» кандидатов и партий и тому подобное;
- Избирательное толкование и применение законов о выборах;
- Пересмотр результатов выборов;
- Контроль над средствами массовой информации, бесплатное эфирное время и и тому подобное;
- регистрация лиц кандидатов, копирующих образ конкурентов, для размывания голосов оппозиции;
- перенос даты выборов для дезориентации предвыборной кампании оппозиции[23].

## Признаки возможных нарушений на выборах
- Пики на распределении голосов около круглых значений[24][25], пики, связанные с ошибками округления[26].
- Неравномерное распределение вероятности последней цифры в некоторых графах протоколов УИК[27].
- Сильное расслоение результатов участков по параметру наличия независимых наблюдателей[28].
- Отсутствие нормального распределения голосов за одну из партий и (или) процента явки избирателей[нет в источнике][29][30][31].
- Рост голосов за одного кандидата пропорционально явке[32][33][34].
- Неравномерная во времени явка или «вечерний наплыв»[35].

При этом существует критика некоторых признаков, в частности:
- корреляции доли голосов и явки[36]. Такая зависимость проявлялась, например, на выборах в Великобритании[37].

## Методы противодействия

### Присутствие наблюдателей
Присутствие наблюдателей обеспечивает фиксацию некоторых явных нарушений с последующим их устранением, а также обеспечивает профилактику таких нарушений.

### Прозрачные урны для голосования
Избирательные ящики, изготовленные из прозрачного материала, помогают исключить вброс бюллетеней до начала голосования.

### Системы видеонаблюдения
Системы видеонаблюдения помогают избежать явного массового вброса бюллетеней, но не предотвращают подтасовок на выборах. В России впервые были применены на выборах Президента России в марте 2012 года в связи с массовыми обвинениями избирательных комиссий и властей в многочисленных фальсификациях в пользу поддерживаемых властями кандидатов и партий на выборах в декабре 2011 года (выборы в Госдуму и региональные/муниципальные выборы в ряде регионов). 

### Системы электронного голосования
Системы электронного голосования могут усложнить подтасовку голосов на выборах.

## Факты
- Осёл, изображённый на эмблеме демократической партии США (в те годы — демократическо-республиканской), по словам лидеров партии Мартина Ван Бюрена и генерала Эндрю Джексона, символизирует существо, посредством которого Бог предостерегает людей от алчности, коррупции, подкупа, подтасовки голосов на выборах[38].
- С обвинения республиканцами демократов в подтасовке результатов выборов в четырёх штатах (1860) — началась цепочка событий, приведшая вскоре к Гражданской войне в США.[источник не указан 2099 дней]